# Прата Кампортачо
Прата Кампортачо (итал. Prata Camportaccio) је насеље у Италији у округу Сондрио, региону Ломбардија.
Према процени из 2011. у насељу је живело 2727 становника. Насеље се налази на надморској висини од 305 м.

## Становништво
Према резултатима пописа становништва 2011. у општини је живело 2.921 становника.
| 1931. | 1936. | 1951. | 1961. | 1971. | 1981. | 1991. | 2001. | 2011. |
| ----- | ----- | ----- | ----- | ----- | ----- | ----- | ----- | ----- |
| 1.443 | 1.504 | 1.583 | 1.706 | 1.926 | 2.239 | 2.570 | 2.727 | 2.921 |